# Macrostylis rectangulata
Macrostylis rectangulata är en kräftdjursart som beskrevs av Boris Vladimirovich Mezhov1989. Macrostylis rectangulata ingår i släktet Macrostylis och familjen Macrostylidae. Inga underarter finns listade i Catalogue of Life.